# Marc Emili Lèpid Porcina
Marc Emili Lèpid Porcina (en llatí Marcus Aemilius M. F. M. N. Lepidus Porcina) va ser un magistrat romà del segle ii aC. Era fill de Marcus Aemilius Lepidus. Formava part de la gens Emília i era de la família dels Lèpid.
Va ser elegit cònsol l'any 137 aC. Durant el seu consolat va ser enviat a Hispània per substituir el seu col·lega Gai Hostili Mancí que havia estat derrotat pels numantins i mentre esperava reforços, ja que no disposava de prou forces per combatre contra Numància, va decidir atacar els vacceus, sota l'acusació d'haver ajudat els numantins. Com que l'atac va ser considerat com una manera de fer mèrits, el senat romà va enviar una delegació per ordenar parar el conflicte, però Lèpid ja havia començat l'atac i havia obtingut el concurs del seu parent Dècim Brut, governador de la Hispània Ulterior que era un general amb experiència, però tot i així no va aconseguir cap èxit i es va haver de limitar a devastar el territori dels vacceus (la moderna província de Palència) i assetjar Pallantia, la seva capital, però finalment es va haver de retirar per manca de subministraments i durant la retirada va perdre una part de les seves forces; això ja va passar quan era procònsol i quan la notícia es va saber a Roma va ser privat del seu govern proconsular i condemnat a pagar una multa.
L'any 125 aC era àugur i els censors, Gneu Servili Cepió IV i Luci Cassi Longí el van amonestar per haver-se construït una casa massa luxosa.
Va ser un bon orador, però coneixia molt poc les lleis romanes. Pertanyia al partit aristocràtic i durant el seu consolat es va oposar a la lex tabillaria introduïda per Luci Cassi Longí Ravil·la, que introduïa el desempat (segona volta) en els comicis. També va votar per la derogació de la lex Aemilia, probablement una llei sumptuària proposada pel cònsol Marc Emili Escaure l'any 115 aC.